# Basic-256
Basic-256 é um projeto para ensinar e aprender os fundamentos da programação. Teve início em 2007, inspirado pelo artigo “Why Johnny can’t code” (Por que o Joãozinho não consegue programar), de David Brin. Seu foco principal é prover um ambiente simples e completo para que estudantes dos ensinos fundamental e médio possam aprender o básico da programação de computadores.
O Basic-256 é baseado no projeto KidBasic: o editor de código, a janela de saída de texto e a janela de saída gráfica são visíveis na mesma tela. A cada versão, novos recursos foram sendo adicionados:
- Arquivos - Versão 9.4d
- Eventos de mouse - Versão 9.4d
- Tratamento de sprites - Versão 0.9.6n
- Banco de dados - Versão 0.9.6y
- Redes - Versão 0.9.6.31
- Funções verdadeiras e subrotinas - Versão 0.9.9.1

A documentação completa está disponível em inglês, russo, holandês, espanhol e português.